# Hans von Arnim (philologue)
Pour les articles homonymes, voir Hans von Arnim, Famille Arnim et Arnim (homonymie).
Hans von Arnim est un helléniste germano-hongrois né le 14 septembre 1859 à Groß Fredenwalde, et mort le 26 mai 1931 à Vienne.

## Carrière
Originaire d'une famille de Milmersdorf, petit-fils du député conservateur Hermann von Arnim (1802-1875), fils de Friedrich Wilhelm Georg Ferdinand von Arnim (1832-1876) et d’Auguste Adelheid Johanna von Arnim (1836-1929), il se lance d’abord dans des études de droit à l'Université de Greifswald mais change d’orientation sous l’influence des conférences données par le grand helléniste Ulrich von Wilamowitz-Moellendorff (1848-1931). En 1878, il commence donc des études de philologie classique à l’Université de Greifswald. Élève, il se spécialise sur Platon et Aristote. Il enseigne aux lycées Wilhelm-Dörpfeld d’Elberfeld et de Bonn de 1881 à 1888. À Bonn, il se lie d'amitié avec Hermann Usener (1834-1905).
En 1882, il obtient son doctorat en philologie en soutenant une thèse à l’université de Greifswald sur Euripide, intitulée De prologorum Euripideorum arte et interpretatione.
Il épouse le 10 septembre 1884 à Berlin Elisabeth Henriette Marie Riese (1859-1945), fille du médecin en chef de l'hôpital Elisabeth à Berlin, Julius Riese. Le couple a deux fils, dont Bernd von Arnim (de) (1899-1946), qui épousera en 1923 Katharina Cornelia van Leeuwen et enseignera la slavistique à Graz et Vienne.
En 1886, Hans von Arnim obtient à l'Université de Halle son habilitation sur les sources de Philon d'Alexandrie.
En 1892, il obtient un poste de professeur agrégé (extraordinariat) à l'Université de Rostock, qui le nomme en 1893 professeur titulaire.
En 1900, il succède à Theodor Gomperz à la chaire d'études grecques de l'Université de Vienne. En 1914, il est nommé à l’Université Johann Wolfgang Goethe de Francfort-sur-le-Main, nouvellement fondée, mais il n’y enseigne pas à cause du début de la Première Guerre mondiale. En 1921, il retourne à l’Université de Vienne, où il meurt en 1931 à l'âge de 72 ans.
Il étudie la philosophie antique dans Die europäische Philosophie des Altertums, traité paru en 1909, 1913 et 1923. Il apporte une contribution majeure à la Realencyclopädie der classischen Altertumswissenschaft, fameuse encyclopédie d’archéologie classique.
Hans von Arnim traite de philosophie aussi bien que de philologie. Ses compétences d'interprétation, ses preuves cohérentes et sa langue brillante l'ont mis en mesure d'analyser les écrits de Platon et d'Aristote, s’intéressant à leur contenu précis, mais aussi à la chronologie relative de leurs écrits.
Son édition en trois volumes des fragments stoïques (Stoicorum Veterum Fragmenta, 1903-1905) est encore en usage aujourd'hui.